# Willi Körber

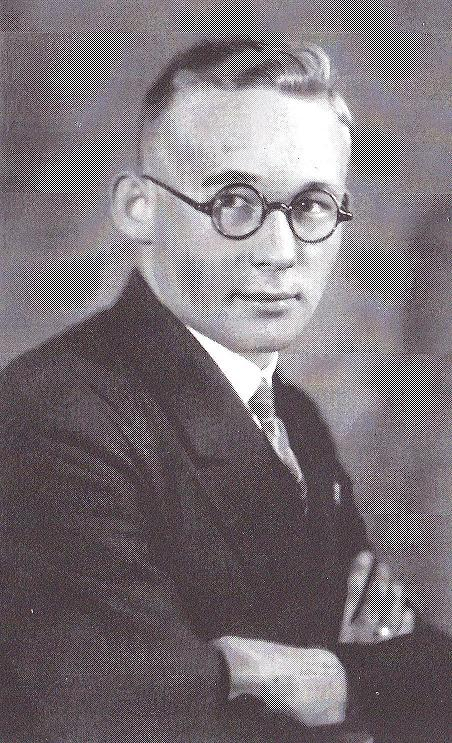
Willi Körber (um 1933)

Wilhelm Otto Heinrich Körber (* 12. Mai 1911 in Springe; † 20. Mai 1986 in Villach, Österreich) war ein deutscher NS-Funktionär und Jugendführer.

## Leben
Nach dem Schulbesuch studierte Körber Volks- und Staatswissenschaften an der Universität München. Er trat zum 1. September 1929 der NSDAP bei (Mitgliedsnummer 152.643). Zwischen 1930 und 1931 begann er sich im NS-Studentenbund zu engagieren. Baldur von Schirach, der Führer der Hitler-Jugend (HJ), der bei dieser Gelegenheit auf Körber aufmerksam wurde, holte diesen 1931 als Leiter der Presse- und Propagandaabteilung in den Führungsstab der HJ. In dieser Eigenschaft organisierte Körber unter anderem den Reichsjugendtag in Potsdam im Oktober 1932. Im Dezember 1932 erfolgte die Ernennung Körbers zum Leiter der Abteilung S der HJ-Führung, die sich mit der Schulungs- und Kulturarbeit befasste. Außerdem war er Herausgeber und Schriftleiter des nationalsozialistischen Reichs-Jugend-Pressedienstes.
Im Sommer 1933 folgte die Ernennung zum Obergebietsführer der HJ. Ferner wurde er Mitglied des Bundesausschusses des Reichsbundes für Freilicht- und Volksschauspiele. Laut HJ-Führer Artur Axmann war Körber ein „quicklebendiger, immer gut aufgelegter und kundiger Mann der Feder“, der in der HJ-Führung „Quecks“ genannt wurde. Schirach charakterisierte Körber wiederum als „eine der größten propagandistischen Begabungen der [NS-]Bewegung, dazu ein Kamerad, dessen Treue in der nationalsozialistischen Jugend berühmt geworden ist.“ In der HJ stieg Körber 1934 zum Obergebietsführer auf.

## Schriften
- „Größenwahn! Der ‚bündische Geist‘ offenbart sich“, in: Junge Nation, April 1933, S. 4f.
- Als Herausgeber: Das ist die HJ. Deutscher Jugendverlag, Berlin 1933. Wurde nach Ende des Zweiten Weltkrieges in der Sowjetischen Besatzungszone auf die Liste der auszusondernden Literatur gesetzt.[6]